# Severin Binius
Severin Binius (* 1573 oder 1574 in Randerath bei Heinsberg; † 14. Februar 1641 in Köln) war Generalvikar in Köln.

## Leben
Severin Binius wurde 1573 oder 1574 in Randerath bei Heinsberg im Herzogtum Jülich geboren. Sein Vater war ein herzoglicher Rentmeister und Steuereinnehmer.
Er hatte mindestens einen Bruder und drei Schwestern. Nach dem Besuch des Laurentianergymnasiums in Köln besuchte er die dortige Universität.
Schon bald darauf wirkte er als Professor am genannten Gymnasium, dessen Regens er 1611 wurde.
1611 promovierte er zum Doktor der Theologie, nachdem er schon seit seinem ersten Universitätsabschluss (Baccalaureus 1599) dort selbst gelehrt hatte. Professor der Theologie blieb er von nun bis zu seinem Tod. Dekan der theologischen Fakultät wurde er 1617.
1627 und 1628 wählte man ihm zum Rektor der Kölner Universität. So konnte er 1631 den Jesuiten dort einen Lehrstuhl verschaffen.
Zu seinen Werken gehört ein vierbändiges Werk zu den älteren Kirchenkonzilien, das 1606 erschien.
Er war Kommentator der Kirchengeschichte des Eusebius und seiner Nachfolger. Außerdem lässt sich seine
Mitarbeit an der Kölner Agende von 1614, am Brevier von 1618 und am Missale von 1626 nachweisen.
Er besaß zahlreiche Pfründen, so z. B. ein Kanonikat St. Mariengraden. 1607 wurde er Kanoniker an St. Gereon. 1609 erhielt er den Hof Stüttgen bei Kriel vom Abt des Klosters Brauweiler.
1609/10 bekam er eine Universitätsdompfründe übertragen. Seit dem 28. Juni 1610 war er zudem Domherr.
Ab 1612 war er Mitglied im Kirchenrat, der das Erzbistum im Sinn der Tridentinischen Bestimmungen reformieren sollte.
Im selben Jahr wurde er Weiheexaminator der Priesterkandidaten.
Am 6. Oktober 1631 wurde er zum Kölner Generalvikar ernannt. In seine Zeit fällt die Einführung von Pastoralkonferenzen (1640). Er starb am 14. Februar 1641 in Köln an den Folgen eines Schlaganfalls.